# Joseph A. Zilber
Joseph Abraham Zilber (* 27. Juli 1923 in Boston; † 4. Oktober 2009) war ein US-amerikanischer Mathematiker, der sich mit Algebraischer Topologie und Kategorientheorie befasste.
Joseph Abraham Zilber studierte an der Harvard-Universität, wo er 1943 seinen Bachelor, 1946 seinen Master-Abschluss machte und 1963 mit der Dissertation "Categories in Homotopy Theory" bei Andrew Gleason promoviert wurde. 1948 bis 1950 war er Instructor an der Columbia University und 1950 bis 1955 an der Johns Hopkins University. 1955/56 war er Assistant Professor an der University of Illinois, 1956/57 Lecturer an der Northwestern University und 1957 bis 1962 Research Associate an der Brown University. Zilber lehrte ab 1962 zunächst als Assistant Professor und später als Professor an der Ohio State University. 1992 emeritierte er dort.
Sein Name ist mit dem Satz von Eilenberg-Zilber über die singuläre Homologie von Produkträumen verbunden.
Von 1958 bis 1962 war er Mitherausgeber der Mathematical Reviews. Er war mehr als 60 Jahre lang Mitglied der Mathematical Association of America. Außerdem war er Mitglied der American Association for the Advancement of Science.
Er war seit 1954 verheiratet und hatte drei Söhne.